# Der Turner aus Sachsen
Der Turner aus Sachsen war eine in Dresden herausgegebene deutsche Sportzeitschrift. Woldemar Bier (1840–1906), Direktor der Turnlehrerbildungsanstalt in Dresden, begründete 1895 die Zeitschrift. Sie war das Kreisblatt des 14. Kreises der Deutschen Turnerschaft Königreich Sachsen und erschien bis 1936.
Die Fortsetzung hieß ab 1936 Der Turner – Zeitschrift für Verbreitung und Vertiefung des deutschen Turnens. Kriegsbedingt wurde die Herausgabe 1941 eingestellt und später nicht mehr aufgenommen.